# Polní vikář
Vojenský nebo armádní vikář (vicarius castrensis) bylo do roku 1986 označení pro armádní duchovní službu, kterou vykonával oprávněný církevní hodnostář.
Apoštolskou ústavou Spirituali militum curae papeže Jana Pavla II. z roku 1986 byly veškeré duchovní pravomoci převedeny na armádního biskupa příslušného státu.